# Kłódka (województwo kujawsko-pomorskie)
Kłódka – wieś w Polsce położona w województwie kujawsko-pomorskim, w powiecie grudziądzkim, w gminie Rogóźno.

## Podział administracyjny
W latach 1975–1998 miejscowość administracyjnie należała do województwa toruńskiego.

## Demografia
Według Narodowego Spisu Powszechnego (III 2011 r.) wieś liczyła 315 mieszkańców. Jest siódmą co do wielkości miejscowością gminy Rogóźno.

## Komunikacja publiczna
Na terenie wsi znajduje się 7 przystanków autobusowych: Kłódka, Kłódka I, Kłódka II, Kłódka / Wieś, Kłódka / Łysakowo I, Kłódka / Łysakowo II oraz Kłódka / Stacja paliw na których zatrzymuje się linia autobusowa nr 3.

## Historia
Wieś wzmiankowana w roku 1323. W roku 1547 Zygmunt III Waza nadał wsi pierwszy przywilej, zaś w roku 1677 Jan III Sobieski nadał przywilej dla dzierżawcy młyna na Osie.

## Kanały wodne
W okolicy Kłódki swój początek bierze Kanał Trynka.